# Recese
Recese (z latinského slova recessio = ústup) je v makroekonomii definována jako pokles reálného hrubého domácího produktu (HDP) po dvě nebo více následující čtvrtletí v roce (analogicky dvě po sobě jdoucí čtvrtletí s ekonomickým poklesem). Recese může zahrnovat souběžný pokles souvisejících měřítek celkové ekonomické aktivity jako jsou zaměstnanost, investice a zisky společností. Recese může být provázena klesajícími cenami (deflací) nebo naopak rychle stoupajícími cenami (inflací) procesem zvaným stagflace. Případy dlouhé recese označujeme jako ekonomickou depresi.

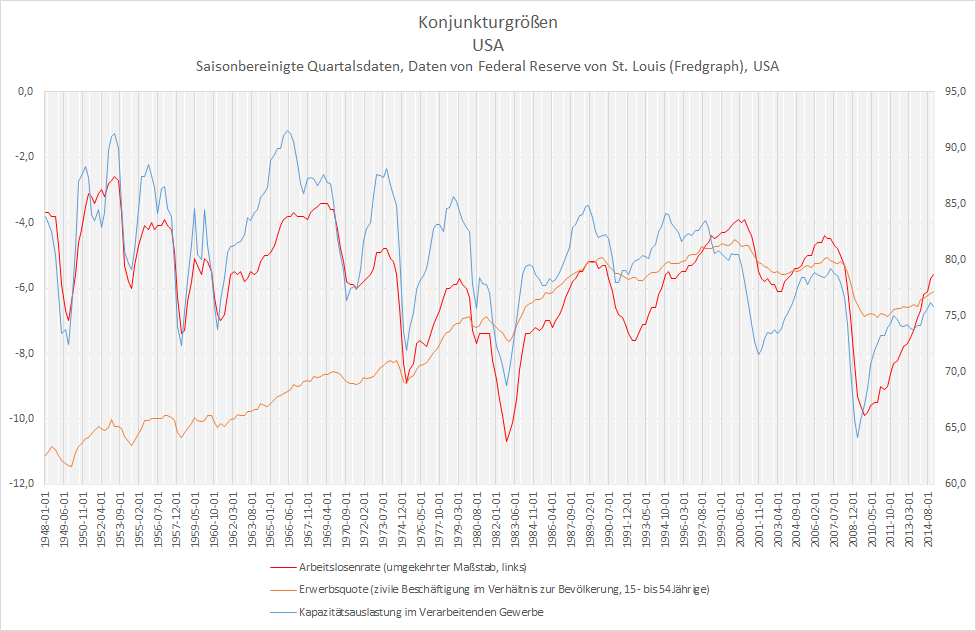
Údaje o využití kapacity, míře zaměstnanosti a nezaměstnanosti v USA

Tržně orientované ekonomiky jsou charakteristické ekonomickými cykly, které však vždy nevyúsťují ze skutečné recese (poklesy ekonomické aktivity). Vedou se mnohé debaty, zda vládní intervence vyhlazují cyklus (vizte keynesiánství), zvýrazňují jej (vizte teorie reálného hospodářského cyklu) nebo jej dokonce vytvářejí (vizte monetarismus). Rakouská škola dokonce nahlíží na recese jako na přímý důsledek nesprávné manipulace centrálních bank s úrokovou mírou, která je pro investory významným signalizátorem o spoření nebo spotřebě domácností.